# 清真寶瓶寺
清真寶瓶寺，俗稱懋功寺，位於四川省成都市都江堰市老城牆外寶瓶巷中段南側、內江北岸。建於民國十一年（1922），系小金縣（原懋功縣）綠教徒外遷灌縣而建。建築群座西向東，北依城牆（已毀）、南臨內江，整個建築群占地面積2345.2平方米，占地面積797.96平方米，建築面積931.43平方米。主要單幢建築依宗教用途佈置，沿山門向西，依次是左右廂房、禮拜殿，山門北側為廚房、南側為浴室。主要建築均有寬敞的柱廊，外牆具有中亞建築風格，外觀具有中西合璧特點。2007年，被成都市人民政府公佈為市級文物保護單位。2012年7月16日公布为第八批四川省文物保护单位。

## 圖集

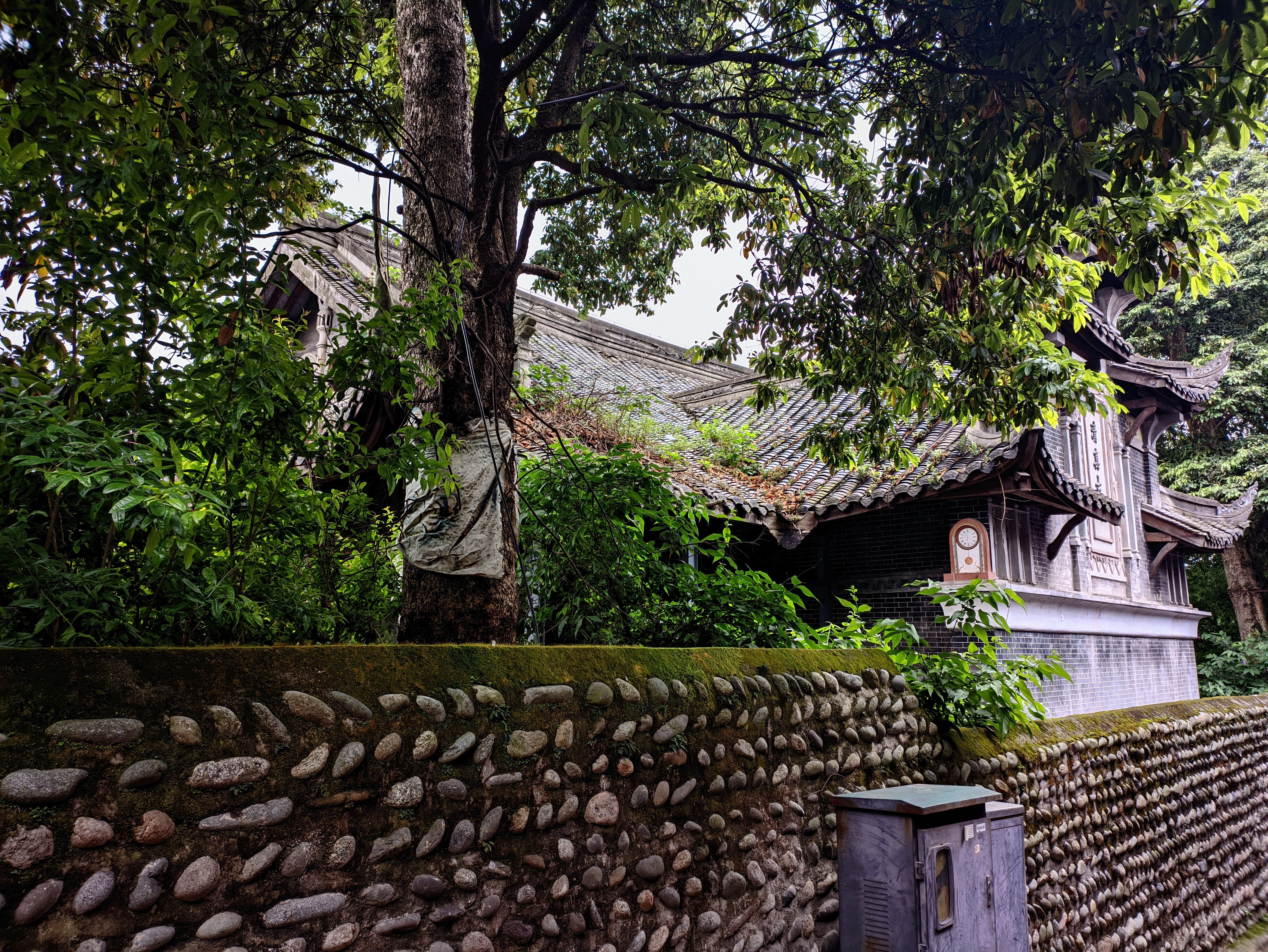
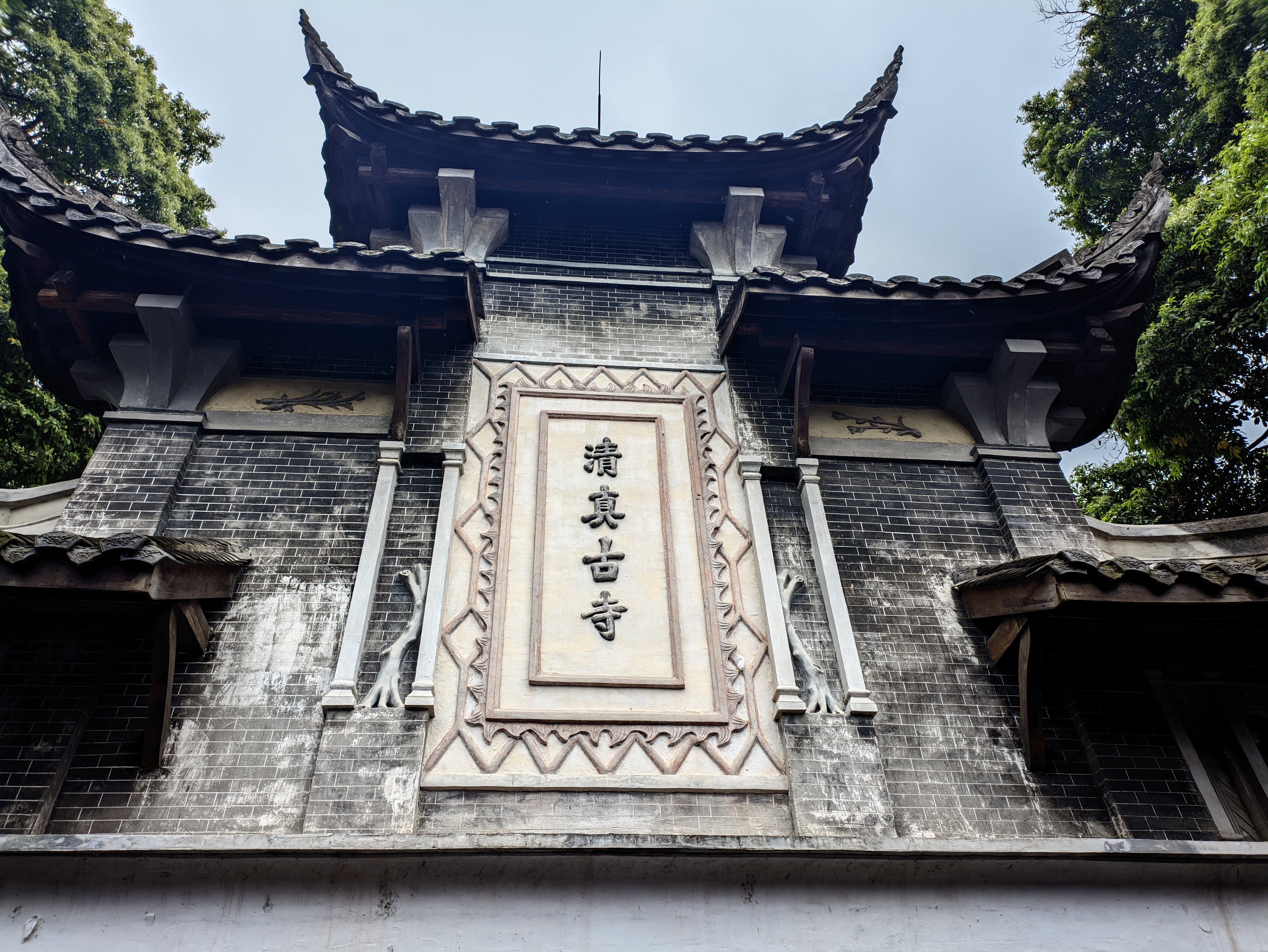
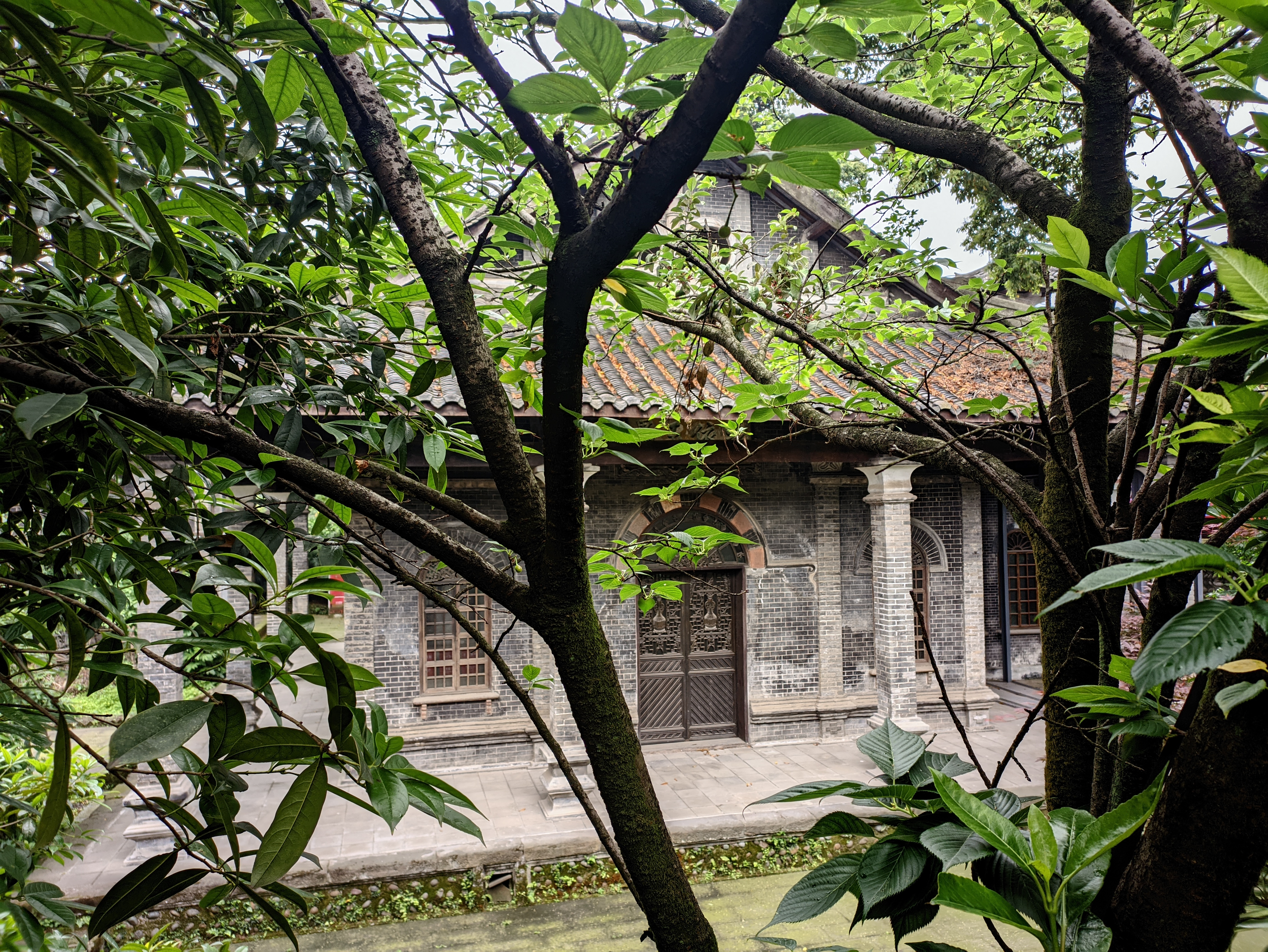
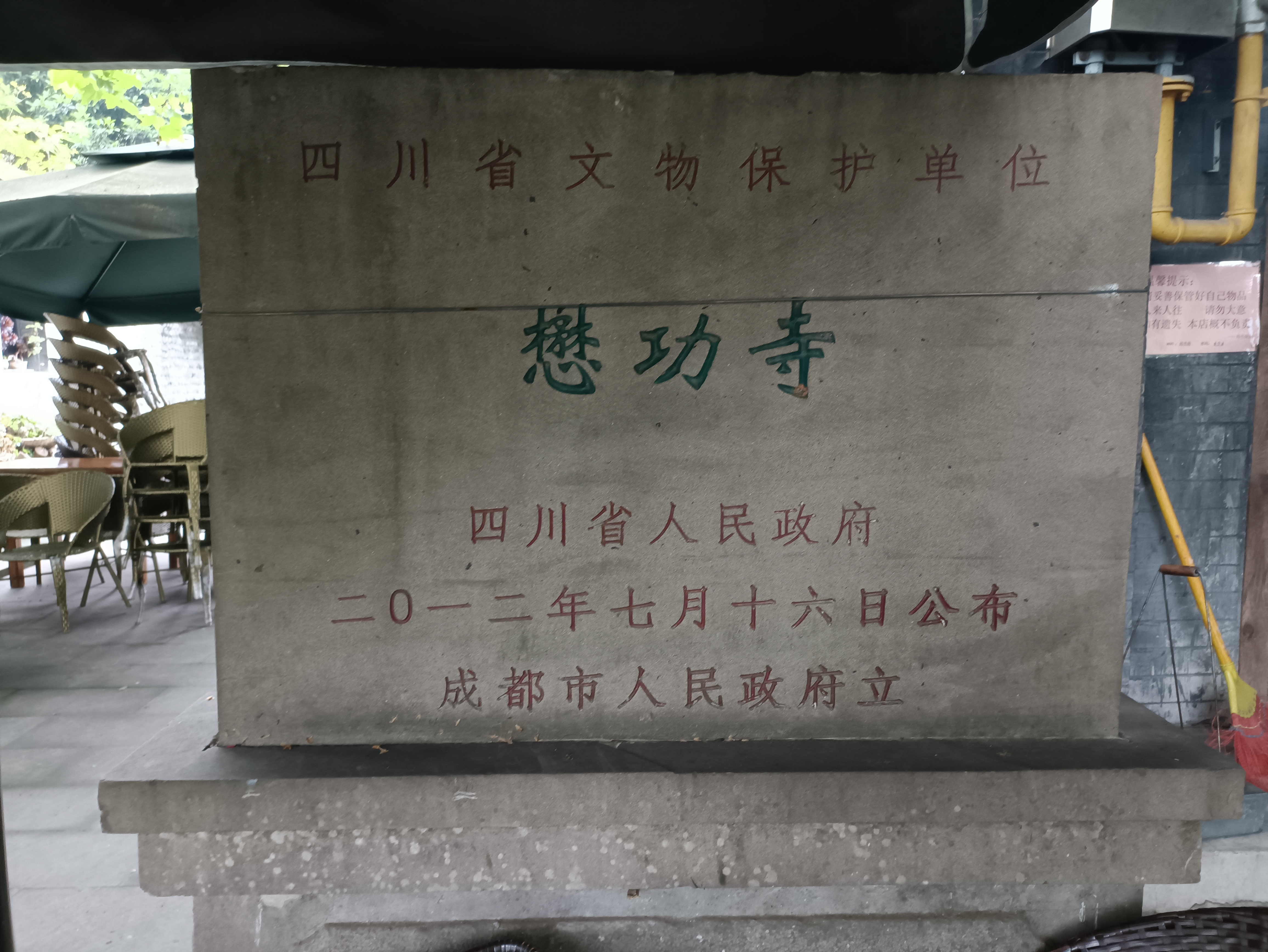
文保碑